# Wambez
Wambez är en kommun i departementet Oise i regionen Hauts-de-France i norra Frankrike. Kommunen ligger i kantonen Songeons som tillhör arrondissementet Beauvais. År 2022 hade Wambez 162 invånare.

## Befolkningsutveckling
Antalet invånare i kommunen Wambez
| Referens: INSEE |